# Taça Ibérica de 1983
A Taça Ibérica de 1983 foi um troféu disputado a 2 mãos, entre os campeões da época de 1982/83 de Portugal (Benfica) e Espanha (Athletic Bilbao), oficialmente reconhecido pelas 2 federações (FPF e RFEF).
Foi disputado em jogo duplo, a primeira mão foi disputada a 17 de agosto no Estádio San Mamés de Bilbau e a segunda mão foi disputada a 24 de agosto no Estádio da Luz em Lisboa.
O SL Benfica sagrou-se campeão ao perder por 2-1 em Espanha e vencer por 3-1 em Portugal.
Em 1983 as federações dos dois países ibéricos decidiram organizar a Taça Ibérica, com a participação dos campeões em 1982/83, de Espanha e Portugal. A federação que acolhesse o jogo decisivo (2.ª mão) oferecia o troféu. O sorteio ditou que o 2º jogo era em Portugal por isso a FPF ofereceu a taça ao vencedor o SL Benfica, taça essa idêntica a antiga Supertaça Cândido de Oliveira.
Depois desta edição foram disputadas várias Taças Ibéricas mas todas elas como torneios amigáveis de pré-época sem o reconhecimento qualquer da FPF e RFEF com exceção da edição de 2005.

## Os Jogos
| Data                 | Casa            | Resultado | Fora            | Local                              | Ref.                |
| -------------------- | --------------- | --------- | --------------- | ---------------------------------- | ------------------- |
| 17 de agosto de 1983 | Athletic Bilbao | 2 - 1     | Benfica         | Estádio San Mamés, Bilbau, Espanha | [carece de fontes?] |
| 24 de agosto de 1983 | Benfica         | 3 - 1     | Athletic Bilbao | Estádio da Luz, Lisboa, Portugal   | [carece de fontes?] |